# Pierre-Paul Royer-Collard
Pour les personnes ayant le même patronyme, voir Royer et Collard.
Pierre-Paul Royer, dit Royer-Collard, né à Sompuis dans la Marne le 21 juin 1763, mort à Châteauvieux le 4 septembre 1845, est un homme politique, académicien et philosophe français. Royaliste et libéral, il a été le chef des doctrinaires sous la Restauration.

## Biographie

### Jeunesse

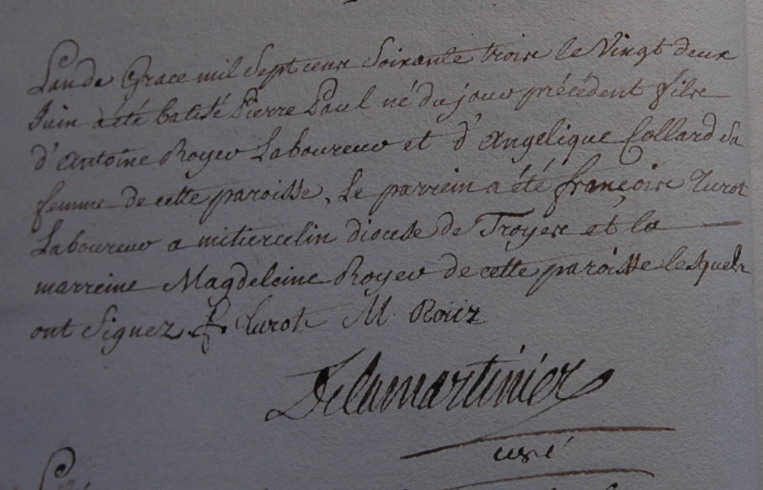
Acte de baptême de Pierre-Paul Royer (22 juin 1763).

Il est le fils d'Antoine Royer et d'Angélique-Perpétue Collard, un couple de laboureurs médiocrement aisés. Il a un jeune frère, Antoine-Athanase Royer-Collard, savant aliéniste, qui deviendra professeur de médecine à la Faculté de Paris et aura, entre autres patients, Eugène Hugo, frère de Victor Hugo. Il est élevé par sa mère qui vient du Meix-Tiercelin, issue d'une famille proche du jansénisme. À l'âge de douze ans, il rejoint son oncle Paul Collard, directeur du collège de Chaumont, qu'il suivra quand ce dernier deviendra supérieur du collège de Saint-Omer. Il fait de brillantes études de droit et les poursuit à Paris où, parrainé par Royer de Vaugency, il devient avocat au Parlement de Paris en 1787 sous le nom de Royer de Sompuis.

### La Révolution
Il participe avec enthousiasme aux événements révolutionnaires dès le début de l'été 1789 : « Vous n’avez pas vu ce que j’ai vu, dira-t-il à Rémusat ; on ne reverra pas ce que j’ai vu : le 14 juillet ! c’est-à-dire un peuple unanime. Unanime, entendez-vous bien ? unanime ! ». Le 17 juillet, il est élu Représentant de la Commune par le district de Saint-Louis-en-l'Île, où il jouissait déjà de la considération des habitants, ses voisins, « par la pratique libérale de ses devoirs professionnels et le concours gratuit qu’il prêtait à tous les malheureux », en tant qu'avocat. Ils lui resteront fidèles à chaque élection municipale, jusqu'au 10 août 1792, où la Commune insurrectionnelle prendra le pouvoir. Jusque-là, il se montrera très actif au sein de la municipalité. En effet, après l'élection de la deuxième Assemblée des Représentants de la Commune, en septembre 1789, il intègre le Conseil de Ville le 8 octobre, et devient Administrateur du Département des impositions le lendemain. Le 19 juillet 1790, il est adjoint au Département du domaine, pour la création et l'organisation de l'administration des biens nationaux ecclésiastiques du district de Paris. Un Comité d'administration est formé, et Royer-Collard est désigné pour diriger le bureau de féodalité. Enfin, il sera élu secrétaire-greffier adjoint, puis secrétaire de la Commune, et c'est en occupant cette dernière fonction qu'il est évacué de la Commune légale, le matin du 10 août 1792. Il soutiendra les girondins, mais après le 12 prairial (31 mai 1793), il est contraint de fuir le Paris de la Terreur et retourne à Sompuis.
À l'occasion des élections législatives du printemps de 1797, sous le Directoire, il est élu député de la Marne et devient membre du Conseil des Cinq-Cents. Cependant, après le coup d'État du 18 fructidor an V (4 septembre 1797) il est exclu de l'assemblée. Étant dès lors convaincu que seule une monarchie constitutionnelle serait une solution, il entre au conseil secret du comte de Provence, futur Louis XVIII.

### Sous l'Empire
Après le coup d'État du 18 Brumaire (9 novembre 1799) par Napoléon, le régime ayant gagné en stabilité, l'espoir d'un retour à la royauté disparaît progressivement et Royer-Collard quitte le conseil secret, en 1804. Louis de Fontanes lui permet de devenir professeur d’histoire de la philosophie moderne à la Sorbonne. Il est nommé le 24 octobre 1810 et dispense un enseignement de 1811 à mars 1814. Durant cette période, il participe à pas moins de vingt-deux soutenances de thèses de doctorat ès lettres, en qualité de membre du jury. Il introduit la philosophie écossaise en France, en enseignant la pensée de Thomas Reid. Cet enseignement eut une influence très grande sur la philosophie française de la première moitié du XIXe siècle, puisqu’il inspira en particulier un philosophe comme Victor Cousin.

### La Restauration
En 1815, Royer-Collard prend la direction de la Commission d'Instruction publique. En 1816, il obtient l'instruction communale gratuite. Dès qu'il acquiert la certitude que la restauration est durable, dès la fin de 1816, ses discours lui donnent une autorité telle qu'il devient le leader des modérés et des doctrinaires, qui veulent une monarchie constitutionnelle, contrairement aux ultras qui réclament un retour à l'Ancien Régime. À la suite du changement de gouvernement, après l'assassinat du duc de Berry, en 1820, qui voit le remplacement d'Élie Decazes au pouvoir par un gouvernement ultra, les libéraux perdent l'occasion de maintenir une monarchie libérale. En 1820, il est exclu du Conseil d'État. C'est l'année où le peintre Théodore Géricault fait son portrait, conservé aujourd'hui au Château de Versailles.
En 1822, il prend position contre la loi de répression des délits de presse. En 1827, à l'apogée de sa gloire, il est élu à l'Académie française et par sept collèges électoraux aux élections législatives : il reste fidèle au département de la Marne, son département d'origine, grâce auquel il acquit sa première députation trente ans plus tôt. Après la formation du gouvernement « réparateur » Martignac, en 1828, à la suite des dernières élections, il est nommé président de la Chambre des députés le 25 février 1828. À ce titre, c'est lui qui, le 18 mars 1830, présente l'adresse des 221 à Charles X, prélude à la Révolution de juillet 1830. Sous Louis-Philippe, s'il siège encore à l'Assemblée nationale, il ne prononce plus que de rares discours et s'éloigne de la vie politique. En effet, la chambre des pairs n'étant plus héréditaire, et le roi n'ayant d'autre légitimité que populaire, il juge la démocratisation trop rapide et dangereuse. Malgré sa retraite, il exerça une grande influence, non seulement sur François Guizot, mais aussi sur Mathieu Molé.

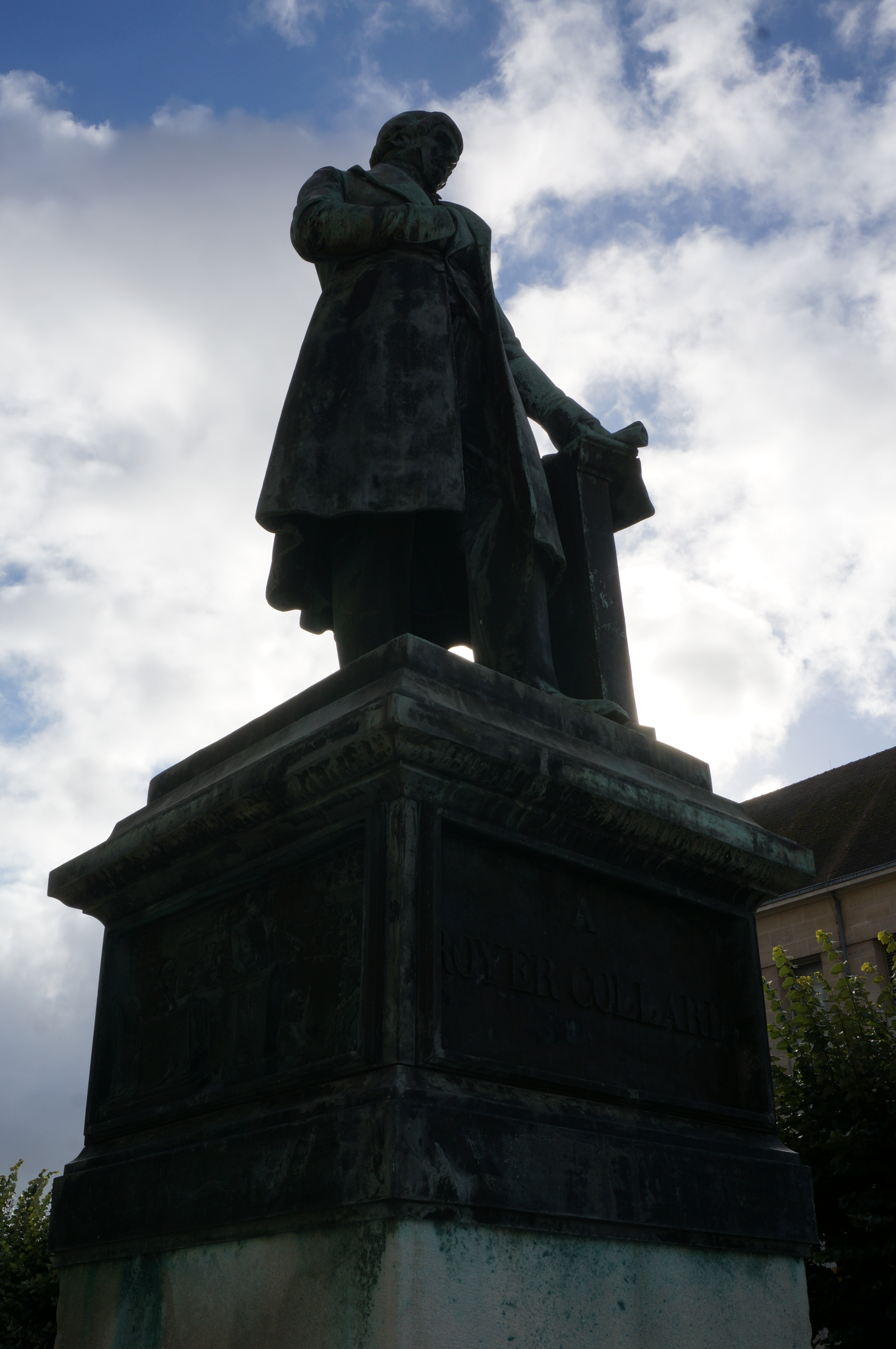
Statue de Royer-Collard devant la collégiale Notre-Dame de Vitry-le-François.

Il assiste aux réunions de l'Académie française consacrées au dictionnaire pour son édition de 1835. Il est question du verbe baser, dans son sens figuré, en concurrence avec fonder. Ennemi de l'entrée du verbe baser, dans son acception figurée, on lui doit la réplique fameuse par laquelle il menace de quitter la Coupole : « S'il entre, je sors ».

### Fin de vie
Royer-Collard passe les dernières années de sa vie à fréquenter assidûment ses amis et voisins l'ancien ministre des relations extérieures de Napoléon Talleyrand et la duchesse de Dino, Dorothée de Courlande.
Il est inhumé à Châteauvieux.

## Royer-Collard et l'Église
Catholique pratiquant, Royer-Collard défend les libertés du clergé catholique en France contre l'ultramontanisme, selon une tradition gallicane, les droits du libre examen, fidèle à une éducation marquée par le jansénisme, mais aussi l'autorité de l'État dans le domaine de l'instruction publique: il ne remet pas en cause la conception de l'Université mise en place par Napoléon. Sans que l'on puisse parler, de manière anachronique, d'une défense du principe de la séparation de l'Église et de l'État, Royer-Collard s'élève, dans ses discours, contre les empiètements de l'Église catholique du temps sur les prérogatives des pouvoirs publics, la religion catholique serait-elle officiellement la religion du souverain.

## Mariage et descendance
Selon le Dictionnaire des sciences philosophiques (1851) : « Royer-Collard a épousé Augustine de Forges de Chateaubrun, issue d'une ancienne famille noble du Berry. Il en a trois filles et un fils. Son fils vit peu de temps. L'aînée de ses filles meurt à trois ans et lui laisse un regret profond, dont il donne des signes toute sa vie. Pour élever ses deux autres filles et suppléer madame Royer-Collard, à qui une trop faible santé ne permet pas d'entreprendre une tâche aussi continue que celle d'une éducation, il fait venir une servante, Marie-Jeanne. Cette fille s'est fortifiée dans la dévotion difficile par la lecture d'ouvrages d'un choix sévère. Elle possède sept ou huit cents volumes de ce genre, qu'elle lit avec attention. Son langage et ses lettres gagnent à cette étude une couleur et une élévation singulière. C'est avec son aide que Royer-Collard s'efforce de donner à ses enfants une âme fortement trempée ». Des deux filles parvenues à l’âge adulte, l’une, née en 1808 et prénommée Angélique Augustine, épousa le médecin Gabriel Andral ; l’autre, Louise-Marie Rosalie, née en 1810, resta célibataire jusqu’à son décès en 1842.

## Hommages

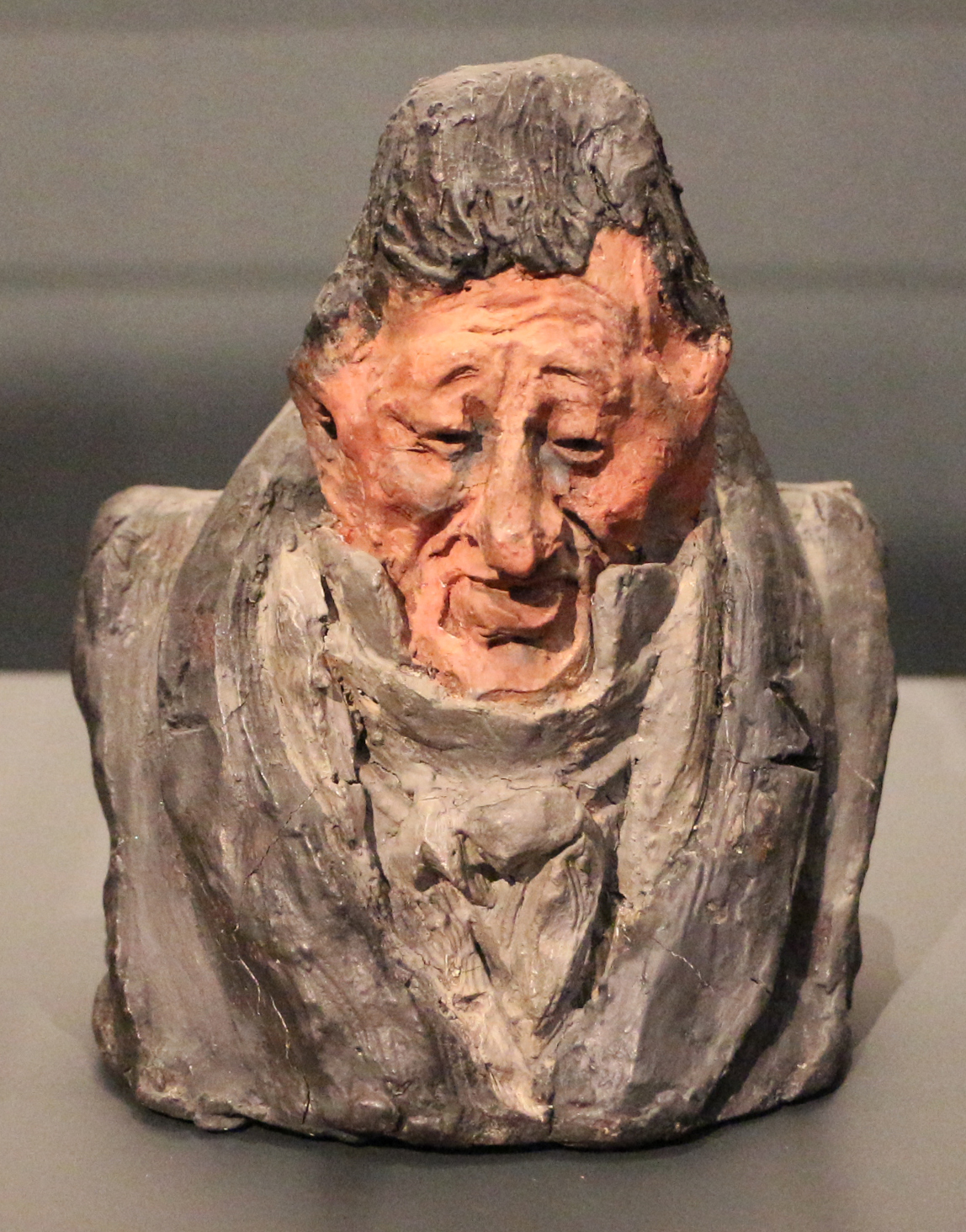
Caricature par Honoré Daumier

La rue Royer-Collard dans le 5e arrondissement de Paris prend son nom le 18 juin 1846 ainsi que l'impasse Royer-Collard voisine en 1867. Il demeurait au no 16 rue d'Enfer, alors à proximité.

## Publications
- Cours d'histoire de la philosophie moderne, Paris, impr. de Fain, 1813.
- Fragments historiques (édités par André Schimberg), Paris, F. Alcan, 1913.